# Delete Forever
"Delete Forever" é um single da musicista canadense Grimes. Foi lançado em 12 de fevereiro de 2020, sob a gravadora 4AD como o quinto e último single do quinto álbum de estúdio da cantora, Miss Anthropocene. A música é uma composição folk, britpop e dance.

## Antecedentes
Em entrevista a Zane Lowe para o Beats 1 da Apple Music, Grimes revelou que "Delete Forever" foi escrita na noite da morte do rapper americano Lil Peep, enquanto sua letra foi inspirada na morte de amigos da cantora devido ao vício em opióides.

## Composição
"Delete Forever" é uma balada acústica "severa e comovente" e "melódicamente folk", que emprega um banjo, cordas, violão "incrivelmente limpo", bateria eletrônica e baixo. Em uma entrevista com Zane Lowe para o Beats 1 da Apple Music, Grimes descreveu "Delete Forever" como uma "canção bem chata [...] sobre a epidemia de opióides". Sonoramente, a gravação "incorpora folk, britpop e dance".

## Vídeo musical
Em 12 de fevereiro de 2020, o videoclipe da música estreou no YouTube. Ele retrata a cantora em "tranças de cores vivas e maquiagem ethereal" interpretando "uma rainha olhando para seu império em ruínas". Grimes revelou que o vídeo foi baseado no quarto volume do mangá cyberpunk japonês Akira, enquanto seu cenário foi criado em um programa de modelagem 3D.

## Faixas e formatos
Download digital e streaming
1. "Delete Forever" – 3:57

## Desempenho nas paradas musicais
| Parada (2020)                                           | Melhor posição |
| ------------------------------------------------------- | -------------- |
| Estados Unidos (Hot Dance/Electronic Songs – Billboard) | 14             |